# Eleutherascus
Eleutherascus es un género de hongos de la familia Ascodesmidaceae. Fue descrito por el micólogo Josef Adolf von Arx en 1971.